# Ганс Траут
Ганс Еміль Юліус Людвіг Карл Траут (нім. Hans Emil Julius Ludwig Karl Traut; 25 січня 1895, Сарргемін — 9 грудня 1974, Дармштадт) — німецький воєначальник, генерал-лейтенант вермахту. Кавалер Лицарського хреста Залізного хреста з дубовим листям.

## Біографія
Учасник Першої світової війни. Після демобілізації армії залишений у рейхсвері. З 1 жовтня 1937 року — командир 1-го батальйону 90-то піхотного полку 20-ї мотопіхотної дивізії. Учасник Польської і Французької кампаній. З 25 жовтня 1940 року — командир 41-го піхотного полку 10-ї піхотної дивізії, з якою взяв участь у німецько-радянській війні. З 25 квітня 1942 року — командир 263-ї піхотної дивізії. З 1 квітня 1942 року — командир 78-ї штурмової дивізії (із перервою з 1 листопада 1943 по 15 лютого 1944 року). Учасник Курської битви. В липні 1944 року його дивізія була практично повністю знищена, а сам Траут 12 липня взятий в полон радянськими військами. 4 листопада 1947 року засуджений до 25 років ув'язнення. 6 жовтня 1955 року переданий владі ФРН і звільнений.

## Звання
- Фанен-юнкер (серпень 1914)
- Фенріх
- Лейтенант без патенту (18 червня 1915) — отримав патент 19 грудня 1915 року.
- Оберлейтенант (1 травня 1925)
- Гауптман (1 лютого 1930)
- Майор (1 листопада 1935)
- Оберстлейтенант (1 серпня 1938)
- Оберст (1 вересня 1941)
- Генерал-майор (1 квітня 1942)
- Генерал-лейтенант (21 січня 1943)

## Нагороди
- Залізний хрест
  - 2-го класу (21 жовтня 1914)
  - 1-го класу (17 січня 1917)
- Нагрудний знак «За поранення» в чорному
- Почесний хрест ветерана війни з мечами
- Медаль «За вислугу років у Вермахті» 4-го, 3-го, 2-го і 1-го класу (25 років)
- Застібка до Залізного хреста
  - 2-го класу (20 вересня 1939)
  - 1-го класу (4 жовтня 1939)
- Лицарський хрест Залізного хреста з дубовим листям
  - лицарський хрест (5 серпня 1940)
  - дубове листя (№ 67; 23 січня 1942)
- Медаль «За зимову кампанію на Сході 1941/42»
- Німецький хрест в золоті (15 грудня 1943)
- Відзначений у Вермахтберіхт (13 березня 1944)